# Crawfordsville (Indiana)
Crawfordsville és una població dels Estats Units a l'estat d'Indiana. Segons el cens del 2000 tenia 15.243 habitants.

## Demografia
Segons el cens del 2000, Crawfordsville tenia 15.243 habitants, 6.117 habitatges, i 3.664 famílies. La densitat de població era de 702,3 habitants per km².
Dels 6.117 habitatges en un 29,2% hi vivien nens de menys de 18 anys, en un 45% hi vivien parelles casades, en un 11,2% dones solteres, i en un 40,1% no eren unitats familiars. En el 33,9% dels habitatges hi vivien persones soles el 14,5% de les quals corresponia a persones de 65 anys o més que vivien soles. El nombre mitjà de persones vivint en cada habitatge era de 2,3 i el nombre mitjà de persones que vivien en cada família era de 2,94.
Per edats la població es repartia de la següent manera: un 23,3% tenia menys de 18 anys, un 13,4% entre 18 i 24, un 27,3% entre 25 i 44, un 19,6% de 45 a 60 i un 16,5% 65 anys o més.
L'edat mediana era de 35 anys. Per cada 100 dones de 18 o més anys hi havia 97,1 homes.
La renda mediana per habitatge era de 34.571$ i la renda mediana per família de 43.211$. Els homes tenien una renda mediana de 32.834$ mentre que les dones 22.093$. La renda per capita de la població era de 16.945$. Entorn del 10% de les famílies i el 12,9% de la població estaven per davall del llindar de pobresa.

## Poblacions més properes
El següent diagrama mostra les poblacions més properes.